# هيرومي أوهارا
هيرومي أوهارا (باليابانية: 上原ひろみ ) (و. 1979  م) هي ملحنة، وعازفة بيانو، وعازفة الجاز يابانية، ولدت في هاماماتسو، تستخدم آلات بيانو.

## التعليم
تعلمت في كلية باركلي للموسيقى.

## روابط خارجية
- هيرومي أوهارا على موقع IMDb (الإنجليزية)
- هيرومي أوهارا على موقع ميوزك برينز (الإنجليزية)
- هيرومي أوهارا على موقع أول موفي (الإنجليزية)
- هيرومي أوهارا على موقع أول ميوزيك (الإنجليزية)
- هيرومي أوهارا على موقع أول ميوزيك (الإنجليزية)
- هيرومي أوهارا على موقع أول ميوزيك (الإنجليزية)
- هيرومي أوهارا على موقع ديسكوغز (الإنجليزية)
- هيرومي أوهارا على موقع قاعدة بيانات الفيلم (الإنجليزية)